# Старое Казеево
Ста́рое Казеево (тат. Иске Казиле) — село в Камско-Устьинском районе Республики Татарстан, в составе Староказеевского сельского поселения.

## Физико-географическая характеристика

### Географическое положение
Село находится в Предволжье на правом притоке реки Киярметь, в 42 км к северо-западу от районного центра — посёлка городского типа Камское Устье. 

### Климат
Климат в селе умеренно-континентальный, Dfb по классификации Кёппена. Средняя температура воздуха — 4,9 °C, среднегодовое количество осадков — 655 мм.
Высота над уровнем моря — 108 м.

## История
Окрестности села были обитаемы в период Волжской Булгарии, о чём свидетельствует наличие на местном кладбище надгробных плит булгарского периода золотоордынского времени.
Село Старое Казеево (также было известно под названием Старое Козыево) упоминается в первоисточниках с 1646 года.
В «Списке населенных мест по сведениям 1859 года», изданном в 1866 году, населённый пункт упомянут как казённая деревня Старое Казыево (Казыль) 1-го стана Тетюшского уезда Казанской губернии. Располагалась при речке Курлебаше, по левую сторону Казанского торгового тракта, в 45 верстах от уездного города Тетюши и в 28 верстах от становой квартиры в казённом селе Новотроицкое (Сюкеево). В деревне в 98 дворах жили 502 человека (259 мужчин и 243 женщины). Была мечеть. 
В сословном отношении, вплоть до 1860-х годов жителей села причисляли к государственным крестьянам. Их основными занятиями в то время были земледелие, скотоводство.
По сведениям из первоисточников, в 1879 и в 1900 годах в селе были построены 2 мечети. В начале XX столетия действовали 2 мектеба.
С 1931 года в селе работали коллективные сельскохозяйственные предприятия, с 2003 года —сельскохозяйственные предприятия в форме ООО.
Административно, до 1920 года село относилось к Тетюшскому уезду Казанской губернии, с 1920 года — к кантонам ТАССР, с 1930 года (с перерывами) — к Камско-Устьинскому району Татарстана.

## Население
Динамика
По данным переписей, население села увеличивалось со 103 душ мужского пола в 1782 году до 1294 человек в 1908 году. В последующие годы численность населения села уменьшалась и в 2017 году составила 182 человека.
Национальный состав
Согласно результатам переписи 2002 года, в национальной структуре населения села татары составляли 100% из 239 человек.

## Экономика
Животноводство, растениеводство, пчеловодство.

## Инфраструктура
Средняя школа, детский сад, клуб, библиотека, фельдшерско-акушерский пункт. В селе 7 улиц. Через село проходит автомобильная дорога регионального значения "Казань - Ульяновск" - Старое Барышево - Камское Устье" - Старое Казеево.

## Религия
Мечеть (с 1994 года).